# المسيح الرب: خارج مصر
المسيح الرب: خارج مصر (2005) هو كتاب لآن رايس الذي يصور حياة يسوع المسيح في عمر 7 إلى 8. كتبت رايس الرواية بعد عودتها إلى الكنيسة الكاثوليكية في عام 1998.

## التعليقات
موقع بليفنت سمي المسيح الرب: خارج مصر كتابه للعام 2005 على أساس «إبداعه، دورته الفريدة في واحدة من أهم الشخصيات الدينية في العالم، وتأثيرها على المسيحيين وغيرهم من القراء». وقالت جانيت ماسلين من صحيفة نيويورك تايمز «إن ضبط النفس وجمال الرب يسوع في الصلاة هو أمر مفاجيء لمفاجأة قراء رايس العاديين وجذب قارئات جديدة». قال ليف غروسمان من مجلة تايم «إن هذا في الواقع عبارة عن معالجة تاريخية حرفية مكثفة لمدة عام في حياة يسوع، مكتوبة بلغة بسيطة ومغرية».

## الفيلم
كان من المقرر أن يبدأ تصوير الفيلم المستند على الكتاب في أكتوبر 2007 في إسرائيل، أنتج من قبل ديفيد كيركباتريك، المؤسس المشارك لـ Good News Holdings.إنتاج الشركة تأمل في إطلاق الفيلم في خريف 2008. ولكن المشروع ألغي بسبب «خلافات خلاقة».
أعلنت رايس أن هناك تطوراً جديداً للفيلم المقتبس. تم كتابتها وإخراجها من قبل سايروس نوراستي (زوجته، بيتسي، ساعدته أيضا). حصلت شركة توزيع الأفلام المحدودة (FilmDistrict) في وقت مبكر على حقوق التوزيع في الولايات المتحدة، ولكن تحول التوزيع إلى فوكس فيتشرز. وفقًا لرايس، من المقرر أن يبدأ الإنتاج في خريف 2014 في روما، إيطاليا، مع تحديد موعد الإصدار المبدئي للفيلم في 23 مارس 2016.
بدأ الإنتاج في 11 سبتمبر 2014، في ماتيرا، إيطاليا، واختتم في وقت ما قبل نوفمبر. تم إصدار الفيلم في الولايات المتحدة في 11 آذار 2016.

## الكتب المتبعة
نشر الكتاب الثاني في السلسلة، المسيح الرب: الطريق إلى سيناء.
أثناء الإجابة على الأسئلة في عام 2012 في New York Comic-Con، أكدت آن أنها ليست لديها نية لتطوير كتاب ثالث بسبب الجدل المحتمل الذي قد يولده.

## وصلات خارجية
- نيوزويك
- تعليقات Powells.com